# Wolfgang Schmickler
Wolfgang Schmickler (* 11. September 1946 in Bonn) ist ein deutscher Physiker und Hochschullehrer. Er hat unter anderem an der Universität Ulm gelehrt und geforscht, vor allem im Bereich der theoretischen physikalischen Chemie, insbesondere der theoretischen Elektrochemie.

## Leben
Schmickler studierte von 1965 bis 1973 Physik, Mathematik und Chemie, erhielt sein Diplom in Physik an der Universität Bonn und promovierte 1973 anschließend ebenfalls in Bonn in der Arbeitsgruppe von Wolf Vielstich über quantenmechanische Berechnungen zum elektrochemischer Ladungstransfer. 1978 oder 1984 habilitierte sich Schmickler an der Universität Bonn mit einer Arbeit zur Elektrochemie. 1979 war er Gastwissenschaftler am A.N.-Frumkin-Institut der Russischen Akademie der Wissenschaften. Von 1980 bis 1985 arbeitete er vor allem an der Universität Düsseldorf, unterbrochen durch Aufenthalte am Centre national de la recherche scientifique CNRS in Meudon, und am IBM Research Laboratory in San José. 1985 wurde er Professor an der Universität Bonn, 1990 an der Utah State University in Logan. 1992 erhielt er eine Professur für Elektrochemie in der Abteilung Theoretische Chemie der Universität Ulm, wo er bis zu seiner Emeritierung im Jahr 2011 und danach als Seniorprofessor/Professor Emeritus blieb.

## Werke (Auswahl)
- mit Wolf Vielstich: Elektrochemie II: Kinetik elektrochemischer Systeme (1976)[4]
- Interfacial electrochemistry (1996)[5], 2. Auflage mit Elizabeth Santos 2010[6]
- Electronic Effects in the Electric Double Layer (Übersichtsarbeit, 1996)[7]
- Grundlagen der Elektrochemie (1996)[8]
- mit Marc Koper: A unified model for electron and ion transfer reactions at metal electrodes (1998)[9]
- Electrical Double Layers: Theory and Simulations (2007)[10]
- mit Elizabeth Santos: Neue Theorie zur Wasserstoffoxidation (2008)[11]
- mit Elizabeth Santos: Catalysis in Electrochemistry (2011)[12]
- Kalte Verbrennung (Kriminalroman[13][14], 2015)[15]

Zum Stand Juli 2019 hatte Wolfgang Schmickler 293 wissenschaftliche Publikationen veröffentlicht, die in der Datenbank Scopus gelistet waren; sein Scopus-h-Index zu diesem Zeitpunkt war 42. Schmicklers Beitrag zum Verständnis der elektrochemischen Doppelschicht ist auch dort zusammengefasst.

## Auszeichnungen
Schmickler erhielt 1985 den Bodensteinpreis der Deutschen Bunsengesellschaft für Physikalische Chemie für seine Arbeiten zur Phasengrenze Metall/Elektrolyt und zum Ablauf des Ladungsübergangs. 2013 erhielt er die Ehrendoktorwürde der Nationalen Universität Córdoba. 2017 wurde der Luis-Federico-Leloir-Preis des argentinischen Wissenschaftsministeriums an ihn vergeben.